# Nindorfer Höhenzug

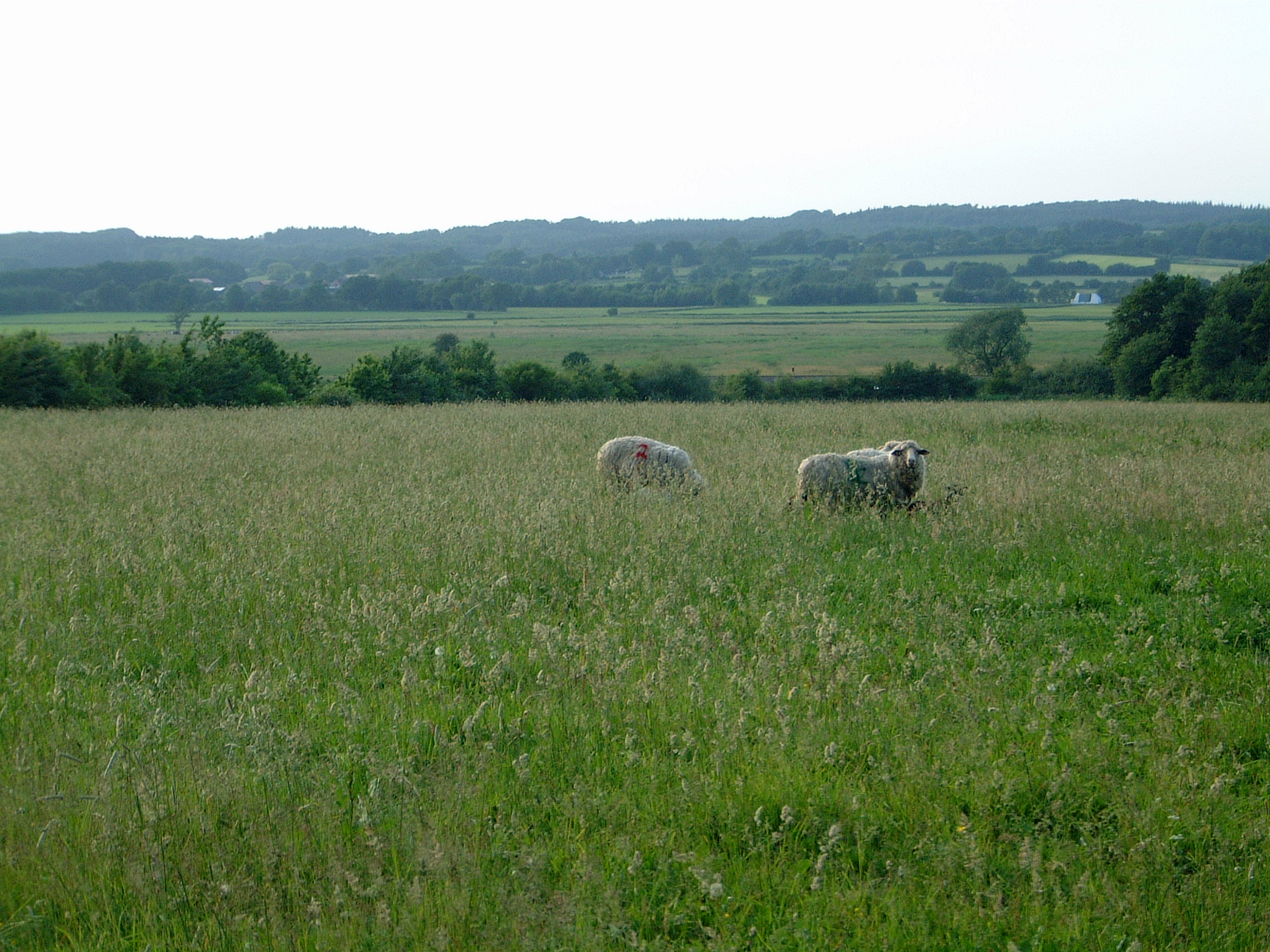
Der Nindorfer Höhenzug von Osten aus gesehen. Im Vordergrund das Tal der Buckener Au

Der Nindorfer Höhenzug ist eine Erhöhung in der Hohen Geest Mittelholsteins im Norden des Naturpark Aukrug ungefähr entlang der Kreisstraße K84 zwischen Hohenwestedt und Heinkenborstel.

## Geologie
Der Höhenzug liegt im Grenzgebiet der Gemeinden Nindorf (nördlich), Rade b. Hohenwestedt (südlich), Tappendorf (westlich) und Mörel (Holstein) (östlich) und erreicht eine Höhe von 84 m ü. NN.
Der Höhenzug ist sowohl bewaldet als auch von landwirtschaftlichen Ackerflächen überzogen. Er stellt die Wasserscheide der einerseits Richtung Norden ursprünglich zur Eider, heute zum Nord-Ostsee-Kanal, sowie der andererseits Richtung Süden zur Stör hin entwässernden Teile Mittelholsteins dar. Ginge es allein um die landschaftlichen Reize, dann gehört der Abfall des Nindorfer Höhenrückens in Richtung Buckener Au mit zu den Glanzpunkten der Hohen Geest Mittelholsteins.

## Besonderheit
Steinzeitliche Urnengräber, mehrere Hünengräber sowie ein Opferstein weisen auf eine frühe Besiedelung des Höhenzuges hin. Noch befindet sich in dem Waldgebiet ein Privatfriedhof der Ludendorfer (Bund für Deutsche Gotterkenntnis), die vom Verfassungsschutz als rechtsextrem eingeschätzt werden. Der Kyffhäuserbund Nindorf unterhält in dem Waldgebiet einen Festplatz, auf dem alljährlich zu Pfingsten das traditionelle Waldfest stattfindet. Südlich von Nindorf befand sich bis 1998 das Warnamt Hohenwestedt (Koordinaten: 54° 7′ 11″ N, 9° 42′ 42″ O).